# Pietro Aldobrandini

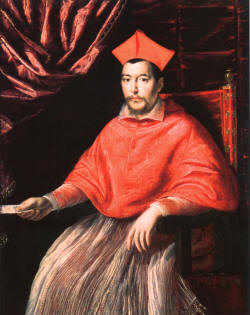
Pietro Kardinal Aldobrandini

Pietro Aldobrandini (* 31. März 1571 in Rom; † 10. Februar 1621 ebenda) war ein Kardinal der Römischen Kirche.
Als Neffe von Clemens VIII., der ebenfalls aus dem römischen Adelsgeschlecht der Aldobrandini stammte, war er Kardinalnepot während dessen Pontifikat und hatte damit eine Schlüsselposition innerhalb der römischen Kurie inne. Nach dem Tod seines Onkels, dem Paul V. im Pontifikat nachfolgte, verlor er seinen Einfluss. Er lebte zurückgezogen als Erzbischof in Ravenna, von wo aus er einen langen und intrigenreichen Kampf gegen seinen Machtverlust führte.

## Leben und Wirken
Gemäß den frühneuzeitlichen Gepflogenheiten beförderte auch Clemens VIII. nach seiner Wahl im Jahre 1592 ihm nahestehende Personen aus seiner Familie in einflussreiche Positionen. Clemens machte seinen Neffen zunächst zum Kastellan der Engelsburg und wenig später gemeinsam mit dessen Cousin Cinzio Passeri Aldobrandini zum Leiter des päpstlichen Staatssekretariat. Um sein Interesse an einer Karriere innerhalb der Kurie zu unterstreichen, empfing Pietro Aldobrandini im Dezember 1592 die niederen kirchlichen Weihen. Am 17. September 1593 erhob Clemens VIII. ihn zum Kardinaldiakon von San Nicola in Carcere. 1605 wurde er zum Kardinalpriester von Santi Giovanni e Paolo erhoben. 1612 wechselte er die Titelkirche und übernahm stattdessen Santa Maria in Trastevere.

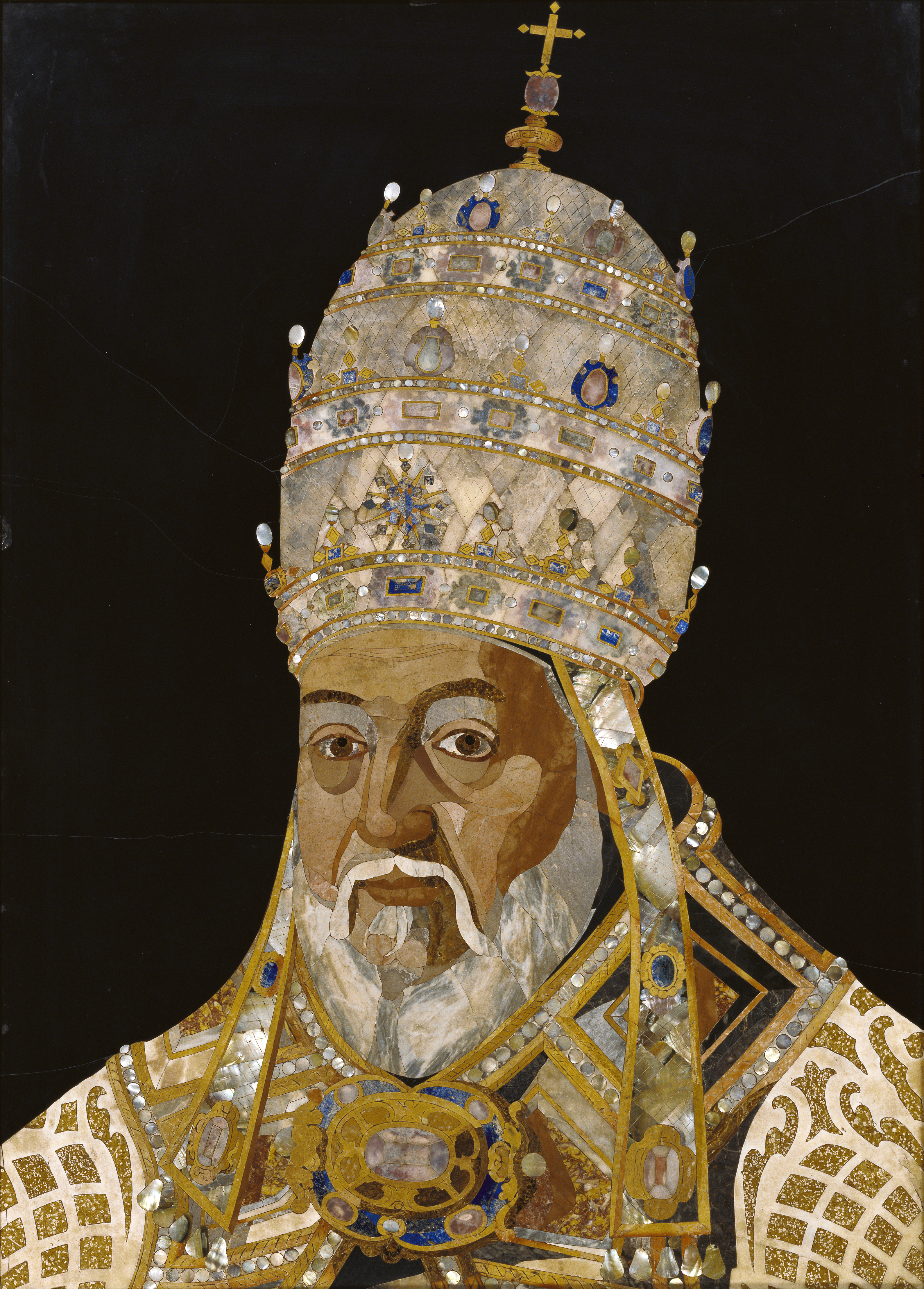
Clemens VIII., Mosaik um 1600 – mit dem Tod des Papstes verlor Pietro Aldobrandini seinen Einfluss im Vatikan

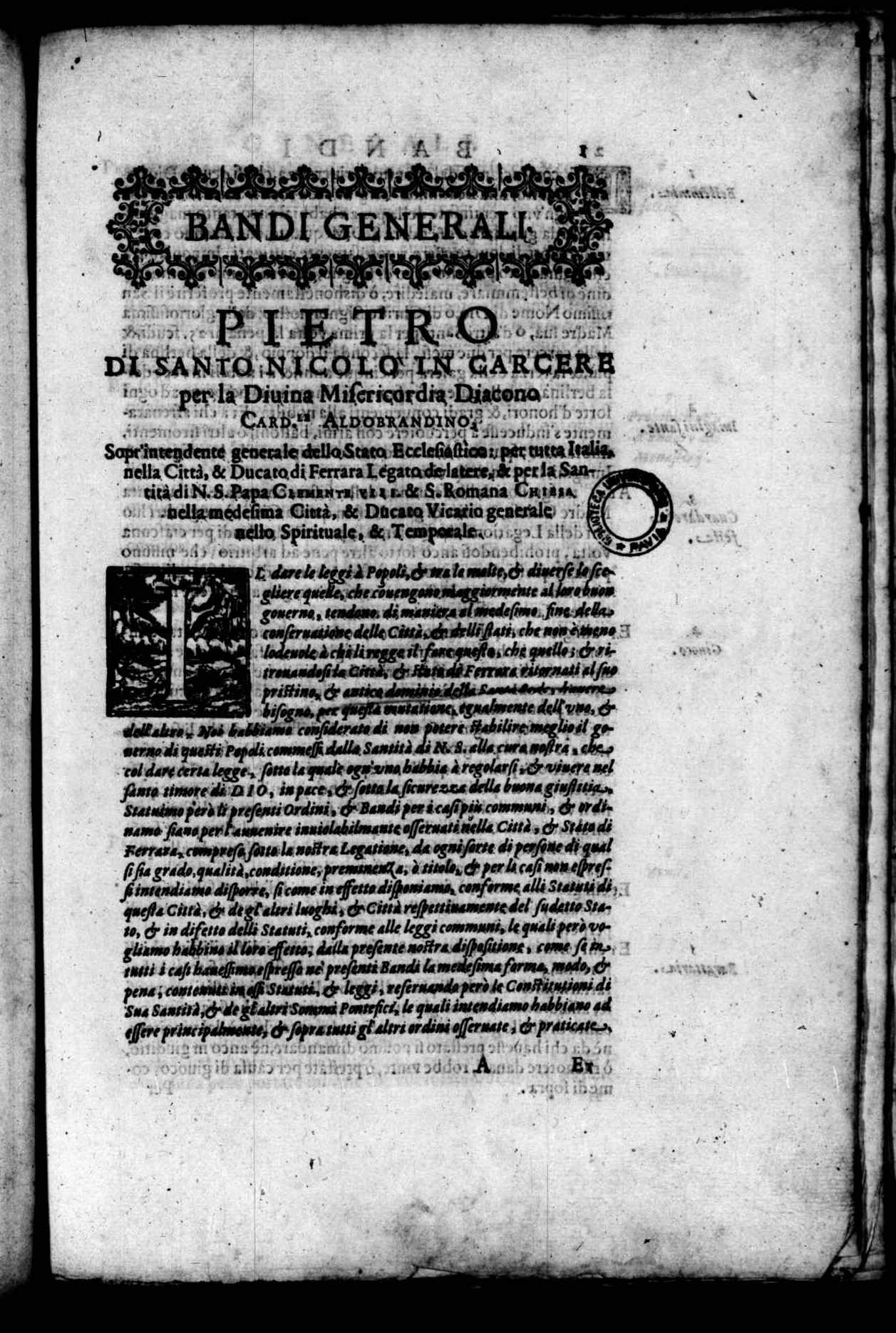
Bandi generali del cardinale Aldobrandino da osservarsi nella città, stato et legatione di Ferrara, 1598

Kardinal Pietro Aldobrandini zeichnete großes politisches Geschick aus. Er war unter anderem daran beteiligt, dass Heinrich IV. zum Katholizismus konvertierte. Auch die friedlich verlaufende Eingliederung Ferraras in den Kirchenstaat im Jahre 1597/1598 ist im Wesentlichen Pietro Aldobrandini zu verdanken. Der Papst lohnte es ihm mit der Übereignung der Ländereien der Villa Aldobrandini in Frascati, wo Pietro einen neuen Sommerpalast erbauen ließ. Bei Gelegenheit der Annexion Ferraras brachte Pietro allerdings auch den größten Teil der Kunstsammlung des Hauses Este an sich, auf höchst dubiose Weise, faktisch wohl durch schlichten Diebstahl. Sie wurde zum Kern der Sammlung Aldobrandini.
Im Konflikt zwischen Frankreich und Savoyen um die Markgrafschaft vermittelte er als päpstlicher Legat. Ihm gelang es, in mehrmonatigen Verhandlungen einen dauerhaften Friedensvertrag zu verhandeln. Pietro Aldobrandini war von 1578 bis 1598 Großprior des Großpriorates von Rom des Souveränen Malteserordens.
Der Historiker Tobias Mörschel hat das Leben Pietro Aldobrandinis als typisches Beispiel eines Kardinalnepoten ausführlicher untersucht und sich unter anderem damit auseinandergesetzt, welche Ämter Pietro Aldobrandini während des Pontifikats von Clemens VIII. auf sich vereinen konnte. Mörschel hält es für ein typisches Merkmal des frühzeitlichen Nepotismus, dass Pietro vor allem solche Ämter erhielt, die mit wenig Arbeit, aber hohen Einnahmen verbunden waren. Als typischer Kardinalnepot war es seine Aufgabe, möglichst viel Geld aus den päpstlichen Kassen in Familienbesitz zu überführen. Dieses aus heutiger Sicht unmoralische Verhalten war im 16. Jahrhundert in hohem Grade sozial akzeptiert. Nach damaligen Verständnis hatte ein Papst auch die Pflicht, sich um das materielle Wohl und das Fortkommen seiner Angehörigen zu kümmern.
Der Abstieg Pietro Aldobrandinis begann mit dem Tod seines Onkels zu Beginn des Jahres 1605. Das Pontifikat des ihm nachfolgenden Leo XI. währte nur wenige Wochen, so dass Pietro Aldobrandinis Einfluss vorläufig ungebrochen blieb. Dies änderte sich mit der Wahl von Paul V., der dem italienischen Adelsgeschlecht der Borghese angehörte. Paul V. ernannte bereits im August 1605 seinen Neffen Scipione Borghese zum neuen Kardinalnepot. Vermutlich um den Einfluss von Pietro Aldobrandini innerhalb der Kurie zu beschneiden, gab Paul V. die Anweisung, dass sich alle Bischöfe in ihre Diözesen zu begeben hätten, wenn sie ihres Bistums nicht verlustig gehen wollten. Da das Bistum Ravenna für Pietro Aldobrandini mit umfangreichen Einkünften verknüpft war, musste er damit Rom verlassen. Dem Politiker Pietro Aldobrandini gelang es jedoch auch von dort aus, für seinen Neffen und den Stammhalter der Familie Aldobrandini, Giovanni Giorgio Aldobrandini im neapolitanischen Rossano eine Primogenitur zu erhalten. Dieses Territorium lag außerhalb des Kirchenstaates; der Einfluss des der Familie Aldobrandini wenig freundlich gesinnten Papstes war hier deutlich geringer.
Papst Paul V. starb am 29. Januar 1621. Sein fast 16 Jahre währendes Pontifikat war eines der längsten in den letzten dreihundert Jahren gewesen. Kardinal Pietro Aldobrandini eilte sofort nach Rom, um am Konklave teilzunehmen. Tatsächlich gelang es ihm, die Pläne des Kardinalnepoten von Paul V. zu durchkreuzen. Es gelang diesem nicht, den Kandidaten durchzusetzen, der weiterhin den Einfluss der Familie Borghese gesichert hätte. Erfolgreicher war Pietro Aldobrandini, dessen favorisierter Kandidat, der hochbetagte Kardinal Ludovisi, als Kompromisskandidat gewählt wurde. Dieser trat als Gregor XV. sein Amt an.
Die Papstkrönung erlebte Pietro Aldobrandini nicht mehr. Er starb am 10. Februar 1621 in Rom.